# 1280 Байллауда
1280 Байллауда (1280 Baillauda) — астероїд головного поясу, відкритий 18 серпня 1933 року.
Тіссеранів параметр щодо Юпітера — 3,132.